# Caño Mánamo
Caño Mánamo je drugi najveći rukavac rijeke Orinoco u njenoj delti koji se izljeva u Zaljev Paría, u Venezueli.

## Riječni tijek
Caño Manamo se razdvaja od Orinoca 50 km nizvodno od grada Ciudad Guayana, kod mjesta Barrancas gdje Orinoco počinje formirati svoju veliku deltu. Od tud Caño Manamo teče prema sjeverozapadu oko 243 km do ušća u more u Zaljevu Paría. 
Na obalama Caño Manama leži administrativni centar države Delta Amacuro - Tucupita. 
Njegova izgradnja i rast omogućena je izgradnjom brane na kanalu, između 1966. – 1967. Njome je grad zaštićen od sezonskih poplava, a s druge strane je povećan nivo voda u rukavcu Rio Grande i time povećana njegova plovnost.
Drugi veliki rukavac Rio Grande, teče u potpuno suprotnom smjeru prema sjeverozapadu. Preko Ria Grande otječe čak 75 % voda Orinoca i istječe u Zaljevu Boca Grande.

## Vanjske poveznice
- (engl.) Geo-environmental mapping (na portalu University of Texas)  Arhivirana inačica izvorne stranice od 27. kolovoza 2006. (Wayback Machine)